# Z'ai cru voir un 'rominet
 (mai 2021).
Si vous disposez d'ouvrages ou d'articles de référence ou si vous connaissez des sites web de qualité traitant du thème abordé ici, merci de compléter l'article en donnant les références utiles à sa vérifiabilité et en les liant à la section « Notes et références ».
Pour plus de détails, voir Fiche technique et Distribution.
Z'ai cru voir un 'rominet (I Tawt I Taw a Puddy Tat) est un court métrage en 3D animé par ordinateur Looney Tunes réalisé par Matthew O'Callaghan et mettant en scène Titi, Sylvestre et Mémé. Il s'agit d'une adaptation de la chanson I Tawt I Taw a Puddy Tat chantée par Mel Blanc et datant de 1950.
En France, il est (diffusé/sorti) sur le site officiel YouTube, puis sur Boomerang SVOD le 25 juin 2011, et dans l'émission Ça Cartoon le 1er septembre 2011 sur Canal+.

## Fiche technique
- Titre original : I Tawt I Taw a Puddy Tat
- Réalisation : Matthew O'Callaghan
- Genre : animation 3D, comédie
- Production :
  - Production exécutif : Jerry Popowich, Jackie Edwards, Kourtney Kaye
  - Coproduction exécutif : George Eliott, Jan V. RIjsselberge
  - Producteur : Mark Evastaff
  - Coproducteur : Jerry Popowich

- Société(s) :
  - Société(s) de production : Eliott Animation, Boomerang SVOD (2012), Ça Cartoon (2010)
  - Société(s) de distribution : Breakthrough Entertainment (2010), Decode Entertainment (2011)

- Pays :  États-Unis
- Durée : 4 minutes
- Date de sortie :
  - États-Unis : 13 juin 2011
  - France : 25 juin 2011 / 16 septembre 2011 / 1er septembre 2011
  - Canada : 1er avril 2011
  - Québec : 1er août 2011

## Distribution

### Voix originales
- Mel Blanc (archives sonores) : Titi, Sylvestre
- June Foray : Mémé

### Voix françaises
- Patricia Legrand (archives sonores) : Titi
- Patrick Préjean (archives sonores) : Sylvestre
- Barbara Tissier : Mémé